# نهر نورمنبي

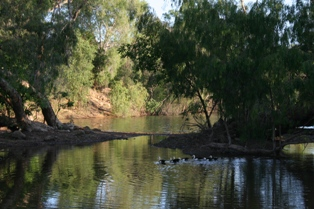
نهر نورمنبي
نهر نورمنبي بالإنجليزية (Normanby River): هو النهر الرئيسي في شمال كوينزلاند, أستراليا, يقع على حافة المنطقة المدارية الرطبة ثم يتدفق في إتجاه الشمال-الشمال الغربي لكوينزلاند عموماً عبر حشائش السافانا إلى خليج الأمير شارلوت Charlotte على بعد 150 كم من مدينة كوكتاون Cooktown, من المحتمل أنه أكبر نهر يصب في الساحل الشرقي لأستراليا وثالث أعظم نهر في أستراليا, طوله 350 كم ومساحته 24408 كم2.
مترجم من Normanby River